# James Patterson
James Brendan Patterson (Newburgh, 22 de março de 1947) é um autor best-seller norte-americano de romances de suspense e policial, amplamente conhecido por sua série sobre o psicólogo forense Alex Cross. Também é autor de livros de não ficção e de romances.

## Biografia
Depois que Patterson se aposentou da publicidade em 1996, dedicou seu tempo à escrita de romances. A maioria dos romances giram em torno de seu personagem Alex Cross, um psicólogo forense, que anteriormente trabalhou no Departamento de Polícia de Washington e no FBI, mas que agora trabalha como consultor de psicologia para o governo. Os livros com o personagem Alex Cross são seus romances mais populares e mais vendidos das séries de detetive dos Estados Unidos nos últimos dez anos. Patterson escreveu 130 livros em 38 anos. Seus romances estiveram 19 vezes consecutivas como Best-Sellers, segundo o jornal  The New York Times, e detém o recorde do jornal The New York Times por ter os títulos de ficção de capa dura mais vendido por um único autor, num total de 63, que é também um recorde mundial. Seus romances representam um em cada 17 romances de capa dura vendidos nos Estados Unidos e nos últimos anos seus romances já venderam mais cópias do que os de Stephen King, John Grisham e Dan Brown juntos.
Ele é o primeiro autor a ter os seus romances como o primeiro lugar da lista de mais vendidos do The New York Times nas categorias suspense e infantil simultaneamente[carece de fontes?]. James Patterson ganhou 85.7 milhões de euros em 2015 em vendas mundiais. Em Portugal, a Topseller editou 225 mil livros. 

Ele já apareceu na série de TV Os Simpsons e na série policial Castle, interpretando ele mesmo.
Patterson trabalha com vários co-autores, tais como Maxine Paetro , Andrew Gross e Peter De Jonge e diz frequentemente que colaborará com todo aquele que lhe trouxer novas e interessantes idéias para suas histórias.
Em setembro de 2009, Patterson assinou um contrato para escrever ou co-escrever 11 novos livros para adultos e 6 para adolescentes, até o final de 2012. A revista Forbes, informou que o acordo lhe valeu US$150 milhões, o que foi confirmado pelo próprio Patterson.
Patterson fundou a James Patterson PageTurner Awards em 2005 para doar mais de US$ 850 mil para pessoas, empresas, escolas e outras instituições que encontrassem maneiras originais e eficazes para espalhar a emoção do livro e da leitura. As doações da PageTurner foram interrompidas em 2008, para se concentrar em uma nova iniciativa de Patterson, o site ReadKiddoRead, que ajuda pais, professores e bibliotecários a encontrarem os melhores livros para seus filhos. A rede social ReadKiddoRead está hospedada no website Ning.

## Educação e vida pessoal
Patterson é bacharel de Artes pelo Manhattan College e mestre de Artes pela Universidade Vanderbilt.
Reside em Palm Beach Flórida, com sua esposa Susan e seu filho, Jack.

### Série Alex Cross
Alex Cross é um personagem fictício criado pelo autor James Patterson. Ele é o protagonista da série de livros sobre um ex-agente do FBI e um psicólogo que trabalha em Washington DC. Com a publicação de Cross My Heart, Patterson atingiu a expressiva marca de 21 obras em 20 anos da coroada série que teve início em 1993 com a publicação original de Along Came a Spider. Já foi interpretado no cinema por Morgan Freeman, nos filmes Beijos que Matam (1997) e Na Teia da Aranha (2001), e por Tyler Perry em Alex Cross (2012).
| #  | Título original             | Título (Brasil)               | Título (Portugal)        | Ano (EUA) | Páginas | Notas                                                                  |
| -- | --------------------------- | ----------------------------- | ------------------------ | --------- | ------- | ---------------------------------------------------------------------- |
| 1  | Along Came a Spider         | Na Teia da Aranha             | A Conspiracao da Aranha  | 1993      | 413     | --                                                                     |
| 2  | Kiss the Girls              | O Beijo da Morte              | Não publicado            | 1995      | 459     | --                                                                     |
| 3  | Jack and Jill               | Jack & Jill - O jogo da morte | Não publicado            | 1996      | 350     | --                                                                     |
| 4  | Cat & Mouse                 | Gato e Rato                   | Não publicado            | 1997      | 416     | --                                                                     |
| 5  | Pop Goes the Weasel         | Caça ao Predador              | Os crimes da doninha     | 1999      | 337     | --                                                                     |
| 6  | Roses are Red               | "Não lançado no Brasil"       | Não publicado            | 2000      | --      | --                                                                     |
| 7  | Violets are Blue            | "Não lançado no Brasil"       | Não publicado            | 2001      | --      | --                                                                     |
| 8  | Four Blind Mice             | "Não lançado no Brasil"       | Não publicado            | 2002      | --      | --                                                                     |
| 9  | The Big Bad Wolf            | "Não lançado no Brasil"       | Não publicado            | 2003      | --      | --                                                                     |
| 10 | London Bridges              | "Não lançado no Brasil"       | Não publicado            | 2004      | --      | ---                                                                    |
| 11 | Mary, Mary                  | "Não lançado no Brasil"       | Não publicado            | 2005      | --      | --                                                                     |
| 12 | Cross                       | Um Desafio para Cross         | Alex Cross               | 2006      | 326     | --                                                                     |
| 13 | Double Cross                | Dupla cilada para Cross       | Alex Cross: perigo duplo | 2007      | 256     | ---                                                                    |
| 14 | Cross Country               | O Dia da Caça                 | Alex Cross: a caça       | 2008      | 224     | --                                                                     |
| 15 | Alex Cross's Trial          | "Não lançado no Brasil"       | Não publicado            | 2009      | --      | "Escrito com Richard DiLallo". Não segue a ordem cronológica da série. |
| 16 | I, Alex Cross               | Eu, Alex Cross                | Eu, Alex Cross           | 2009      | 224     | --                                                                     |
| 17 | Cross Fire                  | Fogo Cruzado                  | Não publicado            | 2010      | 208     | --                                                                     |
| 18 | Kill Alex Cross             | Ameaça Mortal                 | Não publicado            | 2011      | 192     | --                                                                     |
| 19 | Merry Christmas, Alex Cross | Feliz Natal, Alex Cross       | Não publicado            | 2012      | 192     | Não segue a ordem cronológica da série.                                |
| 20 | Alex Cross, Run             | Corra, Alex Cross             | Arqueiro                 | 2013      | 224     | --                                                                     |
| 21 | Cross My Heart              | "Não lançado no Brasil"       | Não publicado            | 2013      | --      | --                                                                     |
| 22 | Hope to Die                 |                               |                          | 2014      |         | --                                                                     |
| 23 | Cross Justice               |                               |                          | 2015      |         | --                                                                     |
| 24 | Cross the Line              |                               |                          | 2016      |         | --                                                                     |
| 25 | The People vs. Alex Cross   |                               |                          | 2017      |         | --                                                                     |
| 26 | Target: Alex Cross          |                               |                          | 2018      |         | --                                                                     |
| 27 | Criss Cross                 |                               |                          | 2019      |         | --                                                                     |
| 28 | Deadly Cross                |                               |                          | 2020      |         | --                                                                     |
| 29 | Fear No Evil                |                               |                          | 2021      |         | --                                                                     |

### Série Clube das Mulheres contra o Crime
Formado pela tenente Lindsay Boxer, sua fiel amiga Claire Washburn, a repórter Cindy Thomas e a mais recente integrante do grupo, Yuki Castellano, elas investigam casos que são mais rapidamente desvendados pela habilidade feminina de entender a psicologia do crime. As personagens chegaram também a ganhar a tela, desta vez na TV, na série Women's Murder Club, que só durou uma temporada no canal Fox e, mais impressionante ainda, são protagonistas de um game desenvolvido para várias plataformas: PC, X-Box e Nintendo DS. O escritor Andrew Gross colaborou com Patterson em dois livros da série. Hoje, porém, os livros são co-escritos por Maxine Paetro.
| #    | Título original               | Título (Brasil)         | Título (Portugal)                                | Ano (EUA) | Páginas | Notas                     |
| ---- | ----------------------------- | ----------------------- | ------------------------------------------------ | --------- | ------- | ------------------------- |
| 1    | 1st to Die                    | 1º a Morrer             | Primeira a morrer                                | 2001      | 374     | --                        |
| 2    | 2nd Chance                    | 2º Chance               | Segunda oportunidade: o clube das investigadoras | 2002      | 352     | Escrito com Andrew Gross  |
| 3    | 3rd Degree                    | 3º Grau                 | 3º Grau                                          | 2004      | 280     | Escrito com Andrew Gross  |
| 4    | 4th of July                   | 4 de Julho              | Não publicado                                    | 2005      | 224     | Escrito com Maxine Paetro |
| 5    | The 5th Horsemane             | 5º Cavaleiro            | Não publicado                                    | 2006      | 224     | Escrito com Maxine Paetro |
| 6    | The 6th Target                | 6º Alvo                 | Não publicado                                    | 2007      | 208     | Escrito com Maxine Paetro |
| 7    | 7th Heaven                    | 7º Céu                  | Não publicado                                    | 2008      | 208     | Escrito com Maxine Paetro |
| 8    | The 8th Confession            | 8º Confissão            | Não publicado                                    | 2009      | 192     | Escrito com Maxine Paetro |
| 9    | The 9th Judgment              | 9º Julgamento           | Não publicado                                    | 2010      | 192     | Escrito com Maxine Paetro |
| 10   | 10th Anniversary              | "Não lançado no Brasil" | Não publicado                                    | 2011      | --      | Escrito com Maxine Paetro |
| 11   | 11th Hour                     | "Não lançado no Brasil" | Não publicado                                    | 2012      | --      | Escrito com Maxine Paetro |
| 12   | 12th of Never                 | "Não lançado no Brasil" | Não publicado                                    | 2013      | --      | Escrito com Maxine Paetro |
| 13   | Unlucky 13                    | "Não lançado no Brasil" | Não publicado                                    | 2014      | --      | Escrito com Maxine Paetro |
| 14   | 14th Deadly Sin               | "Não lançado no Brasil" | Não publicado                                    | 2015      | --      | Escrito com Maxine Paetro |
| 15   | 15h Affair                    | "Não lançado no Brasil" | Não publicado                                    | 2016      | --      | Escrito com Maxine Paetro |
| 15.5 | The Trial (novela)            |                         |                                                  | 2016      | --      | Escrito com Maxine Paetro |
| 16   | 16th Seduction                |                         |                                                  | 2017      | --      | Escrito com Maxine Paetro |
| 16.5 | The Medical Examiner (novela) |                         |                                                  | 2017      | --      | Escrito com Maxine Paetro |
| 17   | 17th Suspect                  |                         |                                                  | 2018      | --      | Escrito com Maxine Paetro |
| 18   | 18th Abduction                |                         |                                                  | 2019      | --      | Escrito com Maxine Paetro |
| 19   | 19th Christmas                |                         |                                                  | 2019      | --      | Escrito com Maxine Paetro |
| 20   | 20th Victim                   |                         |                                                  | 2020      | --      | Escrito com Maxine Paetro |
| 21   | 21st Birthday                 |                         |                                                  | 2021      | --      | Escrito com Maxine Paetro |

### Série Private - Agência Internacional de Investigação
Private é a maior agência de investigações do mundo. Liderada por Jack Morgan, anos depois de seu pai ter abandonado o negócio. Sob seu comando, a empresa, que tem sua sede em Los Angeles, prosperou, e hoje conta com filiais em Nova Iorque, Londres, Paris e Berlim. A agência é o único recurso quando a polícia não pode fazer mais nada. A série de James Patterson, Private - também conhecida como série Jack Morgan -, é co-escrita por Maxine Paetro. Há também três spin-offs da série: Private Londres e Private Berlin, ambos co-escritos por Mark Sullivan e Mark Pearson, e Private Down Under (Austrália), co-escrito por Michael White.

#### Private (Jack Morgan)
| # | Título original     | Título (Brasil)                                  | Título (Portugal)                                           | Ano (EUA) | Páginas | Notas                     |
| - | ------------------- | ------------------------------------------------ | ----------------------------------------------------------- | --------- | ------- | ------------------------- |
| 1 | Private             | Private - Agência Internacional de Investigações | Private: Agência Internacional de Investigação              | 2010      | 224     | Escrito com Maxine Paetro |
| 2 | Private: #1 Suspect | Private: Suspeito nº 1                           | Private: Principal suspeito                                 | 2012      | 224     | Escrito com Maxine Paetro |
| 3 | Private L.A.        | "Não lançado no Brasil"                          | Private, Los Angeles: Agência Internacional de Investigação | 2014      | --      | Escrito com Maxine Paetro |
| 4 | Private Vegas       | "Não lançado no Brasil"                          | Não publicado                                               | 2015      | --      | Escrito com Maxine Paetro |

#### Private Londres
| # | Título original | Título (Brasil)                  | Título (Portugal) | Ano (EUA) | Páginas | Notas                       |
| - | --------------- | -------------------------------- | ----------------- | --------- | ------- | --------------------------- |
| 1 | Private London  | Private Londres                  | Não publicado     | 2011      | 224     | "Escrito com Mark Pearson"  |
| 2 | Private Games   | Private - Missão Jogos Olímpicos | Não publicado     | 2012      | 256     | "Escrito com Mark Sullivan" |

#### Private Down Under (Austrália)
| # | Título original    | Título (Brasil)         | Título (Portugal) | Ano (EUA) | Páginas | Notas                        |
| - | ------------------ | ----------------------- | ----------------- | --------- | ------- | ---------------------------- |
| 1 | Private Down Under | "Não lançado no Brasil" | Não publicado     | 2013      | --      | "Escrito com Michael White". |

### Série Bruxos e Bruxas
É uma série de sucesso de James Patterson, publicada em Dezembro de 2009. A saga se passa em um futuro distópico com narrativa de dois irmãos, Whit e Wisty, que são presos pela Nova Ordem, de bruxaria. Após um período de descobertas do que eles não acreditavam possuir, partem para declarar guerra à opressiva Nova Ordem. O livro de estréia foi Best-seller #1 do The New York Times e da Entertainment Weekly, e o escritor foi o vencedor do prêmio "Autor do Ano" por júri popular.
| # | Título original          | Título (Brasil)           | Título (Portugal) | Ano (EUA) | Páginas | Notas                               |
| - | ------------------------ | ------------------------- | ----------------- | --------- | ------- | ----------------------------------- |
| 1 | Witch & Wizard           | Bruxos e Bruxas           | Não publicado     | 2009      | 288     | "Escrito com Gabrielle Charbonnet". |
| 2 | Witch & Wizard: The Gift | Bruxos e Bruxas - O Dom   | Não publicado     | 2010      | 288     | "Escrito com Ned Rust".             |
| 3 | Witch & Wizard: The Fire | Bruxos e Bruxas - O Fogo  | Não publicado     | 2014      | 272     | "Escrito com Jill Dembowski".       |
| 4 | Witch & Wizard: The Kiss | Bruxos e bruxas - O Beijo | Não publicado     | 2014      | 304     | "Escrito com Jill Dembowski".       |
| 5 | Witch & Wizard: The Lost | "Não lançado no Brasil"   | Não publicado     | 2015      | 384     | "Escrito com Emily Raymond"         |

### Série Maximum Ride
| # | Título original                           | Título (Brasil)              | Título (Portugal) | Ano (EUA) | Páginas | Notas |
| - | ----------------------------------------- | ---------------------------- | ----------------- | --------- | ------- | ----- |
| 1 | Maximum Ride: The Angel Experiment        | Maximum Ride - Projeto Angel |                   | 2005      | 432     |       |
| 2 | School's Out - Forever                    |                              |                   | 2006      | 416     |       |
| 3 | Saving the World and Other Extreme Sports |                              | Salvar o Mundo    | 2007      | 416     |       |
| 4 | The Final Warning                         |                              |                   | 2008      | 272     |       |
| 5 | MAX                                       |                              |                   | 2009      | 320     |       |
| 6 | Fang                                      |                              |                   | 2010      | 336     |       |
| 7 | Angel                                     |                              |                   | 2011      | 320     |       |
| 8 | Nevermore                                 |                              |                   | 2012      |         |       |
| 9 | Maximum Ride Forever                      |                              |                   | 2015      |         |       |

### Outros Livros
| Por Ordem de Lançamento | Título                                    | Ano  | Título (Brasil)                       | Número de Páginas | Notas |
| ----------------------- | ----------------------------------------- | ---- | ------------------------------------- | ----------------- | --- |
| 1.                      | The Thomas Berryman Number                | 1976 |                                       | 288               | Ganhador do prêmio Edgar |
| 2.                      | Season of the Machete                     | 1977 |                                       | 352               | Algumas versões está com o título: The Season of the Machete |
| 3.                      | The Jericho Commandment                   | 1979 |                                       | 336               | Posteriormente revisado & publicado como See How They Run |
| 4.                      | Virgin                                    | 1980 | Virgem                                | 210               | Posteriormente revisado & publicado como Cradle & All |
| 5.                      | Black Market                              | 1986 | Mercado Negro                         | 480               | Posteriormente revisado & publicado como Black Friday |
| 6.                      | The Midnight Club                         | 1989 |                                       | 368               | |
| 7.                      | The Day America Told The Truth            | 1991 |                                       | 270               | Escrito com Peter Kim |
| 8.                      | The Second American Revolution            | 1994 |                                       | 285               | Escrito com Peter Kim |
| 9.                      | Hide & Seek                               | 1996 | Esconde-Esconde                       | 356               | |
| 10.                     | Miracle on the 17th Green                 | 1996 |                                       | 149               | Escrito com Peter de Jonge |
| 11.                     | See How They Run                          | 1997 |                                       | 336               | Originalmente publicado como: The Jericho Commandment |
| 12.                     | When the Wind Blows                       | 1998 | Quando Sopra O Vento                  | 432               | Estabelecendo a base para a série Maximum Ride. |
| 13.                     | Black Friday                              | 2000 |                                       | 480               | Originalmente publicado como: Black Market |
| 14.                     | Cradle and All                            | 2000 |                                       | 336               | Originalmente publicado como: Virgin |
| 15.                     | Suzanne's Diary for Nicholas              | 2001 | O Diário de Suzana Para Nicolas       | 272               | Em Portugal tem o título Diário de uma mãe |
| 16.                     | The Beach House                           | 2002 |                                       | 384               | Escrito com Peter De Jonge |
| 17.                     | The Jester                                | 2003 |                                       | 416               | Escrito com Andrew Gross |
| 18.                     | The Lake House                            | 2003 |                                       | 416               | Sequência de When the Wind Blows |
| 19.                     | Sam's Letters to Jennifer                 | 2004 | Cartas de Sam para Jennifer           | 272               | Em Portugal tem o título Abre o teu coração |
| 20.                     | SantaKid                                  | 2004 |                                       | 48                | Ilustrado por Michael Garland |
| 21.                     | Honeymoon                                 | 2005 | Lua de Mel                            | 400               | Escrito com Howard Roughan. Em Portugal tem o título A noiva assassina                                                                                            |
| 22.                     | Lifeguard                                 | 2005 |                                       | 400               | Escrito com Andrew Gross |
| 23.                     | Beach Road                                | 2006 |                                       | 394               | Escrito com Peter de Jonge |
| 24.                     | Judge and Jury                            | 2006 |                                       | 400               | Escrito com Andrew Gross |
| 25.                     | Step on a Crack                           | 2007 |                                       | 400               | Michael Bennett Livro 1; Escrito com Michael Ledwidge. Em Portugal tem o título Sequestro de alto risco                                                           |
| 26.                     | The Quickie                               | 2007 |                                       | 368               | Escrito com Michael Ledwidge |
| 27.                     | You've Been Warned                        | 2007 |                                       | 384               | Escrito com Howard Roughan |
| 28.                     | Sundays at Tiffany's                      | 2008 |                                       | 320               | Escrito com Gabrielle Charbonnet. Em Portugal tem o título Um anjo da guarda                                                                                      |
| 29.                     | Sail                                      | 2008 |                                       | 400               | Escrito com Howard Roughan |
| 30.                     | The Dangerous Days of Daniel X            | 2008 |                                       | 272               | Daniel X Livro 1; Escrito com Michael Ledwidge |
| 31.                     | Against Medical Advice                    | 2008 |                                       | 304               | Não-ficção; Escrito com Hal Friedman. Em Portugal tem o título Força de vontade: a história verídica da luta de uma família contra um agonizante mistério clínico |
| 32.                     | Run for Your Life                         | 2009 |                                       | 384               | Michael Bennett Livro 2; Escrito com Michael Ledwidge |
| 33.                     | Swimsuit                                  | 2009 |                                       | 416               | Escrito com Maxine Paetro |
| 34.                     | Daniel X: Watch the Skies                 | 2009 |                                       | 288               | Daniel X Livro 2; Escrito com Ned Rust |
| 35.                     | The Murder of King Tut                    | 2009 |                                       | 400               | Non-fiction; Escrito com Martin Dugard |
| 36.                     | Worst Case                                | 2010 |                                       | 368               | Michael Bennett Livro 3; Escrito com Michael Ledwidge |
| 37.                     | Med Head                                  | 2010 |                                       | 320               | Young Reader's Edition of "Against Medical Advice" |
| 38.                     | Daniel X: Demons and Druids               | 2010 |                                       | 256               | Daniel X Livro 3; Escrito com Adam Sadler |
| 39.                     | The Postcard Killers                      | 2010 | Os Assassinos do Cartão-Postal        | 400               | Escrito com Liza Marklund |
| 40.                     | Don't Blink                               | 2010 |                                       | 384               | Escrito com Howard Roughan |
| 41.                     | Tick Tock                                 | 2011 |                                       | 400               | Michael Bennett Livro 4; Escrito com Michael Ledwidge |
| 42.                     | Bloody Valentine                          | 2011 |                                       | 144               | Escrito com K.A. John (Disponível somente no Reino Unido e Austrália)                                                                                             |
| 43.                     | Toys                                      | 2011 |                                       | 416               | Escrito com Neil McMahon |
| 44.                     | Now You See Her                           | 2011 |                                       | 400               | Escrito com Michael Ledwidge |
| 45.                     | Middle School: The Worst Years of My Life | 2011 | Escola - Os Piores Anos da Minha Vida | 288               | Escrito com Chris Tebbetts; Primeiro livro da série Middle School. Livros Infantis. Em Portugal tem o título Os piores anos da minha vida                         |
| 46.                     | Boys Will Be Boys                         | 2011 |                                       | 17                | Pequena história incluída: Suspense |
| 47.                     | Daniel X: Game Over                       | 2011 |                                       | 240               | Daniel X Livro 4; Escrito com Ned Rust |
| 48.                     | Kill Me If You Can                        | 2011 |                                       | 416               | Escrito com Marshall Karp |
| 49.                     | The Christmas Wedding                     | 2011 |                                       | 288               | Escrito com Richard DiLallo. Em Portugal tem o título Um casamento no Natal                                                                                       |
| 50.                     | Private Games                             | 2012 |                                       | 416               | Private London Livro 2; Escrito com Mark Sullivan |
| 51.                     | Guilty Wives                              | 2012 |                                       | 448               | Escrito com David Ellis |
| 52.                     | Middle School : Get Me Out of Here        | 2012 | Escola - O Rebelde Está De Volta!     | 288               | Middle School Livro 2; Escrito com Chris Tebbetts. Children's Book. Em Portugal tem o título O rebelde está de volta!                                             |
| 53.                     | I, Michael Bennett                        | 2012 |                                       | 416               | Michael Bennett Livro 5; Escrito com Michael Ledwidge |
| 54.                     | Zoo                                       | 2012 | Zoo                                   | 416               | Escrito com Michael Ledwidge |
| 55.                     | Confessions of a Murder Suspect           | 2012 |                                       | 384               | Escrito com Maxine Paetro; Uma nova série para leitores jovens. Em Portugal tem o título Confissões de uma suspeita de assassínio                                 |
| 56.                     | NYPD Red                                  | 2012 |                                       | 416               | Escrito com Marshall Karp. Em Portugal tem o título NYPD Red |
| 57.                     | Daniel X: Armageddon                      | 2012 |                                       | 304               | Daniel X Livro 5; Escrito com Chris Grabenstein |
| 58.                     | I Funny                                   | 2012 |                                       | 272               | Escrito com Chris Grabenstein; Visualização prévia de Middle School: Get Me Out of Here. Em Portugal tem o título Eu cómico: o maior maluco do Riso!              |
| 59.                     | Treasure Hunters                          | 2013 | Caçadores de Tesouros                 | 381               | Escrito com Chris Grabensteins |
| 60.                     | First Love                                | 2014 | Primeiro Amor                         | 239               | Escrito com Emily Raymond |
| 61.                     | The President Is Missing                  | 2018 | O Dia Em Que O Presidente Desapareceu | 517               | Escrito com Bill Clinton |

## Filmografia
| Romance Adaptado                          | Ano de Adaptação | Filme / TV     | Informação Extra |
| Child of Darkness, Child of Light         | 1991             | TV             | Child of Darkness, Child of Light foi adaptado do romance Cradle & All. |
| Beijos Que Matam                          | 1997             | Filme          | O detetive forense, Alex Cross investiga o desaparecimento de sua sobrinha do campus da universidade da Carolina do Norte, e descobre que outras sete mulheres também estão desaparecidas. |
| Miracle on the 17th Green                 | 1999             | TV             | Um publicitário de 50 anos (Robert Urich) perde o emprego. Ao invés de enfrentar e tentar encontrar um novo trabalho, ele decide participar de uma turnê de golfe sênior. Isso faz com que ele negligencie sua esposa (Meredith Baxter) e família |
| Along Came a Spider (filme)               | 2001             | Filme          | Um predador metódico, Gary Soneji seqüestra o filho de um senador dos Estados Unidos e a filha de uma famosa atriz de uma escola de elite, atraindo Cross sobre o caso. Soneji's não se importa com o resgate, ele quer algo muito maior, um lugar nos livros de história. Cada movimento seu é planejado com a precisão de uma aranha tecendo a sua teia, e Cross e a agente do serviço secreto, Jezzie Flannigan estão em uma corrida contra o tempo para detê-lo. |
| 1st to Die                                | 2003             | TV             | Baseado no best-seller de James Patterson, este suspense de três horas é sobre a inspetora de homicídios—Lindsay Boxer (Tracy Pollan) -- com uma equipe profissional de três outras mulheres, para pegar um assassino em série engenhoso, que prefere os recém-casados em suas noites de núpcias. Mas enquanto Boxer está tentando resolver o maior caso da sua carreira, ela se apaixona por seu parceiro, (Gil Bellows) -- e na sua vida particular, está travando a sua própria batalha contra uma doença com risco de morte. |
| Suzanne's Diary for Nicholas              | 2005             | TV             | |
| Women's Murder Club                       | 2007             | TV             | Baseado no romance de James Patterson. Essa série de TV gira em torno da Inspetora Lindsay Boxer (Angie Harmon) da cidade de San Francisco e suas três amigas: A Promotora Jill Bernhardt, A médica legista Claire Washburn, e a reporter Cindy Thomas. |
| James Patterson's Sundays at Tiffany's    | 2010             | TV             | Alyssa Milano é uma empresária de sucesso que quando era uma criança, acompanhava todo domingo a sua mãe Vivian (Stockard Channing) até o Tiffany & Co. em Nova York. Ela também tinha um amigo imaginário chamado Michael. Agora ela está para se casar com seu noivo (Ivan Sergei), até que seu amigo imaginário da infância (Eric Winter) reaparece para avisá-la sobre o caminho que sua vida está tomando. Inicialmente ela fica chocada e incrédula, maas no desenrolar da história, ela lentamente percebe que ele pode ser o seu único e verdadeiro amor. Filme baseado no best-seller.                                                     |
| Alex Cross                                | 2012             | Filme          | O detetive/psicólogo Alex Cross (Tyler Perry) se depara com seu maior desafio na figura do cruel Michael "The Butcher" Sullivan (Matthew Fox). À medida que Cross investiga seus tenebrosos assassinatos, Sullivan decide enviar uma sangrenta mensagem ao policial. Dominado pela raiva, Cross jura caçar o criminoso nem que seja a última coisa que ele faça em sua vida. No entanto, Sullivan continua a provocar seu inimigo, forçando-o perigosamente em seus limites como homem da lei e também como pai. E enquanto se aproxima de seu alvo. Cross descobre evidências que apontam para o inimaginável – uma revelação que pode mudar tudo. |
| Zoo                                       | 2015–2017        | TV (Série)     | Na história, Jackson é um zoologista que trabalha na África, onde percebe um estranho comportamento nos animais de diferentes espécies da região, que começam a atacar as pessoas sem qualquer provocação aparente. Em pouco tempo, os ataques se tornam mais constantes e coordenados, chegando a ocorrer em outras cidades do mundo. Encarregado de desvendar o mistério, Jackson corre contra o tempo para evitar que a humanidade seja destruída |
| Maximum Ride                              | 2016             | Filme          | Filme dirigido por Jay Martin, baseado nos livros da série Maximum Ride. |
| Middle School: The Worst Years of My Life | 2016             | Filme          | Filme dirigido por Steve Carr, baseado no livro infantil Middle School: The Worst Years of My Life. |
| James Patterson's the Chef                | 2016             | TV (minisérie) | Minisérie dirigida por Nico Casavecchia e Gabe Michael, baseada no livro The Chef. |
| Instinct                                  | 2018–2019        | TV (série)     | Série criada por Michael Rauch, baseada no livro Murder Games, ou Instinct. |
| The Postcard Killings                     | 2020             | Filme          | Filme dirigido por Danis Tanović, baseado no livro The Postcard Killers. |
| Jeffrey Epstein: Filthy Rich              | 2020             | TV (minisérie) | Minisérie co-escrita por John Connolly e Tim Malloy e baseada no Filthy Rich. |